# Watam
Le watam (ou marangis) est une langue papoue parlée en Papouasie-Nouvelle-Guinée, sur la côte, entre les estuaires des fleuves Ramu et Sepik.

## Classification
Le watam fait partie des langues ramu qui sont rattachées à la famille de langues de lower sepik-ramu.

## Phonologie
Les consonnes et les voyelles du watam :

### Voyelles
|         | Antérieure | Centrale | Postérieure |
| ------- | ---------- | -------- | ----------- |
| Fermée  | i [i]      |          | u [u]       |
| Moyenne | e [e]      |          | o [o]       |
| Ouverte |            | a [a]    |             |

### Consonnes
|            |           | Bilabiales | Dentales | Dorsales | Dorsales |
| ---------- | --------- | ---------- | -------- | -------- | -------- |
| Palatales  | Vélaires  | Bilabiales | Dentales |          |          |
| Occlusives | Sourde    | p [p]      | t [t]    |          | k [k]    |
| Occlusives | Sonore    | b [b]      | d [d]    |          | g [g]    |
| Occlusives | Prénasale | mb [m͡b]    | nd [n͡d]  | ɲj [ɲ͡d͡ʒ] | ŋg [ŋ͡g]  |
| Fricative  | Fricative |            | s [s]    |          |          |
| Affriquée  | Affriquée |            |          | dʒ [d͡ʒ]  |          |
| Nasale     | Nasale    | m [m]      | n [n]    | ɲ [ɲ]    | ŋ [ŋ]    |

## Sources
- Foley, William A., Grammatical Relations, Information Structure, and Constituency in Watam, Oceanic Linguistics, 38:1, pp. 115-138, 1999.